# 하우 투 루즈 프렌즈
《하우 투 루즈 프렌즈》(영어: How to Lose Friends & Alienate People)는 2008년 공개된 영국의 코미디 영화이다. 로버트 B. 와이디가 연출하고, 사이먼 페그, 커스틴 던스트, 대니 휴스턴, 질리언 앤더슨, 제프 브리지스, 메건 폭스 등이 출연하였다.

## 줄거리
변변찮은 잡지사를 꾸리는 시드니는 우연찮게 저명한 잡지 샤프스를 운영하는 CEO 클레이턴의 눈에 들어 고용된다.
뉴욕으로 간 시드니는 저급한 취향과 세련되지 못한 태도 때문에 매니저 로런스, 동료 앨리슨에게 무시당한다. 그래도 앨리슨은 시드니가 실수로 여배우 소피의 개를 죽이자 이를 덮는 걸 돕는다. 사실 앨리슨은 클레이턴의 딸과 결혼한 로런스와 불륜 중이다. 
한편 홍보 담당자 엘리너는 유명 연예인들이 자신을 통해서만 인터뷰 약속을 잡게 하며 출판되는 내용에 제약을 거는데... 

## 출연
- 사이먼 페그 - 시드니 영 역
- 커스틴 던스트 - 앨리슨 올슨 역
- 대니 휴스턴 - 로런스 매덕스 역
- 질리언 앤더슨 - 엘리너 존슨 역
- 제프 브리지스 - 클레이턴 하딩 역
- 메건 폭스 - 소피 메이스 역
- 맥스 밍겔라 - 빈센트 러팩, 시드니가 경멸하는 신인 감독 역
- 미리엄 마걸리스 - 코왈스키 부인, 시드니의 집주인 역
- 브라이언 오스틴 그린 - 파티 손님 역
- 탠디 뉴턴 - 본인 역
- 캐서린 파킨슨 - 홍보 담당 역
- 마고 스틸리 - 잉그리드, 동료 역
- 크리스 오다우드 - 동료 역
- 제임스 코든 - 동료 역

### 과거 촬영분
- 리키 저베이스
- 케이트 윈즐릿
- 대니얼 크레이그

## 기타 제작진
- 공동 제작: 로리 보그, 토비 영
- 라인 제작: 캐리 픽스, 리처드 휴잇
- 배역: 저스틴 배들리, 킴 데이비스, 지나 제이
- 미술: 존 비어드
- 세트: 세라 파크스
- 의상: 애니 하딩